# Dolicheremaeus alticola
Dolicheremaeus alticola är en kvalsterart som beskrevs av J. och P. Balogh 1986. Dolicheremaeus alticola ingår i släktet Dolicheremaeus och familjen Tetracondylidae. Inga underarter finns listade i Catalogue of Life.